# Lijst van rijksmonumenten in Brielle (plaats)
De stad Brielle telt 366 inschrijvingen in het rijksmonumentenregister. Hieronder een compleet overzicht.
| Object | Oorspronkelijke functie?  | Bouwjaar                                                                        | Architect       | Locatie                           | Coördinaten?                  | Nr.?   | Afbeelding |
| --- | ------------------------- | ------------------------------------------------------------------------------- | --------------- | --------------------------------- | ----------------------------- | ------ | --- |
| Pand met wit gepleisterde gevel en houten consoles onder de lijst | Woonhuis                  |                                                                                 |                 | Boterstraat 15                    | 51° 54' 11" NB, 4° 9' 58" OL  | 10644  | Pand met wit gepleisterde gevel en houten consoles onder de lijst                                                                           |
| Poortje | Erfscheiding              | eerste helft 16e eeuw                                                           |                 | St. Catharijnehof tegenover 3     | 51° 54' 8" NB, 4° 9' 44" OL   | 10645  | Meer afbeeldingen |
| Grote of Sint-Catharijnekerk | Kerk en kerkonderdeel     | 1462                                                                            |                 | St. Catharijnehof 3               | 51° 54' 9" NB, 4° 9' 45" OL   | 10646  | Meer afbeeldingen |
| Merula-weeshuis | Sociale zorg, liefdadigh. | 16e eeuw (oorsprong) 17e eeuw (panden)                                          |                 | St. Catharijnehof 8               | 51° 54' 10" NB, 4° 9' 40" OL  | 10647  | Meer afbeeldingen |
| St. Catharinahof/Commandeurshof | Militair verblijfsgebouw  | 17e eeuw                                                                        |                 | St. Catharijnehof 12              | 51° 54' 11" NB, 4° 9' 42" OL  | 10648  | Meer afbeeldingen |
| Grenzend aan het Commandeurshof aan de Kerkzijde witgepleisterd huisje van alleen begane-grond met zadeldak aantrekkelijk gelegen aan een pleintje met kastanjebomen                                                | Woonhuis                  | mogelijk 17e eeuw                                                               |                 | St. Catharijnehof 14              | 51° 54' 11" NB, 4° 9' 42" OL  | 10649  | Meer afbeeldingen |
| Dwarshuisje van alleen parterre met zadeldak en gepleisterde gevel | Woonhuis                  | 18e eeuw                                                                        |                 | St. Catharijnehof 15              | 51° 54' 11" NB, 4° 9' 43" OL  | 10650  | Meer afbeeldingen |
| Dwarshuisje van alleen parterre met zadeldak en gepleisterde gevel onder een dak met de nrs | Woonhuis                  | mogelijk 18e eeuw                                                               |                 | St. Catharijnehof 16              | 51° 54' 11" NB, 4° 9' 43" OL  | 10651  | Meer afbeeldingen |
| Dwarshuisje van alleen parterre met zadeldak en gepleisterde gevel onder een dak met de nrs | Woonhuis                  | mogelijk 18e eeuw                                                               |                 | St. Catharijnehof 17              | 51° 54' 11" NB, 4° 9' 43" OL  | 10652  | Meer afbeeldingen |
| Dwarshuisje van alleen parterre met zadeldak en gepleisterde gevel | Woonhuis                  | mogelijk 18e eeuw                                                               |                 | St. Catharijnehof 18              | 51° 54' 11" NB, 4° 9' 43" OL  | 10653  | Meer afbeeldingen |
| Gepleisterd pand met verdieping onder hoogopgaand pannen zadeldak tussen puntgevels | Kapel                     | ca. 1480 (houtconstructie)                                                      |                 | Coppelstockstraat 13              | 51° 54' 17" NB, 4° 9' 50" OL  | 10654  | Meer afbeeldingen |
| Bouwvallig doch schilderachtig dwarshuisje van alleen begane grond onder hoog zadeldak | Woonhuis                  | 18e eeuw (roedenstijl)                                                          |                 | Heultje 1                         | 51° 54' 7" NB, 4° 9' 48" OL   | 10655  | Meer afbeeldingen |
| Bouwvallig doch schilderachtig dwarshuisje van alleen begane grond onder hoog zadeldak | Woonhuis                  |                                                                                 |                 | Heultje 3                         | 51° 54' 7" NB, 4° 9' 47" OL   | 10656  | Meer afbeeldingen |
| Bouwvallig doch schilderachtig dwarshuisje van alleen begane grond onder hoog zadeldak | Woonhuis                  | 18e eeuw (roedenverdeling)                                                      |                 | Heultje 7                         | 51° 54' 7" NB, 4° 9' 47" OL   | 10657  | Meer afbeeldingen |
| Pakhuis met fraaie trapgevel | Opslag                    | 1589                                                                            |                 | Kaaistraat 1                      | 51° 54' 6" NB, 4° 10' 2" OL   | 10658  | Meer afbeeldingen |
| Huis met lijstgevel | Woonhuis                  | mogelijk ca. 1800                                                               |                 | Kaaistraat 9                      | 51° 54' 6" NB, 4° 10' 3" OL   | 10659  | Meer afbeeldingen |
| Pakhuis met schilddak | Opslag                    | 18e eeuw                                                                        |                 | Kaaistraat 15                     | 51° 54' 5" NB, 4° 10' 3" OL   | 10660  | Meer afbeeldingen |
| Huis met puntgevel | Woonhuis                  | eerste 19e eeuw                                                                 |                 | Kaaistraat 17                     | 51° 54' 5" NB, 4° 10' 3" OL   | 10661  | Meer afbeeldingen |
| Huis met puntgevel, gepleisterd | Woonhuis                  | 19e eeuw                                                                        |                 | Kaaistraat 19                     | 51° 54' 5" NB, 4° 10' 3" OL   | 10662  | Meer afbeeldingen |
| De Winthont | Woonhuis                  | 1613 (bouwjaar) 1962-1963 (rest.)                                               |                 | Kaaistraat 21                     | 51° 54' 5" NB, 4° 10' 4" OL   | 10663  | Meer afbeeldingen |
| Hoekpand Wal. Afgeknotte lijstgevel, gepleisterd, voor huis met afgewolfd zadeldak. Stoep | Woonhuis                  | 18e eeuw                                                                        |                 | Kaaistraat 23                     | 51° 54' 5" NB, 4° 10' 4" OL   | 10664  | Meer afbeeldingen |
| Huis met lijstgevel | Woonhuis                  | 1822                                                                            |                 | Kaaistraat 2                      | 51° 54' 5" NB, 4° 10' 1" OL   | 10665  | Meer afbeeldingen |
| Huis met lijstgevel | Woonhuis                  | 1825                                                                            |                 | Kaaistraat 4                      | 51° 54' 5" NB, 4° 10' 1" OL   | 10666  | Meer afbeeldingen |
| Huis met puntgevel met gewijzigde top | Woonhuis                  |                                                                                 |                 | Kaaistraat 6                      | 51° 54' 5" NB, 4° 10' 2" OL   | 10667  | Meer afbeeldingen |
| Huis met tuitgevel met gesneden deurkalf en empire schuiframen | Woonhuis                  | laatste kwart 18e eeuw                                                          |                 | Kaaistraat 8                      | 51° 54' 5" NB, 4° 10' 2" OL   | 10668  | Meer afbeeldingen |
| Vernieuwde gevel voor ouder pand. Belangrijk ten behoeve van het verband tussen de wand Kaaistraat 2/14 | Woonhuis                  |                                                                                 |                 | Kaaistraat 10                     | 51° 54' 5" NB, 4° 10' 2" OL   | 10669  | Meer afbeeldingen |
| Pand met tuitgevel met rode strekken boven de vensters en in het zoldervenster een roedenverdeling in stijl ca | Woonhuis                  | 18e eeuw                                                                        |                 | Kaaistraat 12                     | 51° 54' 5" NB, 4° 10' 2" OL   | 10670  | Meer afbeeldingen |
| Pand met tuitgevel met rode strekken boven de vensters en in het zoldervenster een roedenverdeling in stijl ca | Woonhuis                  | 18e eeuw                                                                        |                 | Kaaistraat 14                     | 51° 54' 5" NB, 4° 10' 2" OL   | 10671  | Meer afbeeldingen |
| Stadsboerderij | Boerderij                 | 19e eeuw                                                                        |                 | Kaaistraat 18                     | 51° 54' 4" NB, 4° 10' 3" OL   | 10672  | Meer afbeeldingen |
| 't Kont van 't Paerd | Opslag                    | mogelijk 17e eeuw                                                               |                 | Kaatsbaan 1                       | 51° 54' 10" NB, 4° 9' 51" OL  | 10673  | Meer afbeeldingen |
| Pakhuisje met consoles onder de gootlijst en deur met gesneden kalf | Opslag                    | mogelijk 18e eeuw                                                               |                 | Kaatsbaan 5                       | 51° 54' 11" NB, 4° 9' 51" OL  | 10674  | Pakhuisje met consoles onder de gootlijst en deur met gesneden kalf                                                                         |
| Woonhuis achter lijstgevel. Parterre en verdieping | Woonhuis                  | eerste helft 19e eeuw                                                           |                 | Koopmanstraat 2                   | 51° 54' 9" NB, 4° 9' 53" OL   | 10675  | Meer afbeeldingen |
| Bedrijfspandje ter breedte van een vensteras met zoldervenster in oud kozijn met luiken en gehengen | Handel en kantoor         | mogelijk laatste kwart 19e eeuw                                                 |                 | Koopmanstraat 4                   | 51° 54' 9" NB, 4° 9' 52" OL   | 10676  | Meer afbeeldingen |
| De Patriotten-sociëteit | Woonhuis                  | 18e eeuw                                                                        |                 | Koopmanstraat 6                   | 51° 54' 9" NB, 4° 9' 52" OL   | 10677  | Meer afbeeldingen |
| Houten huis (gerabat) zonder verdieping onder pannen zadeldak; in voorgevel een negenruitsschuifvenster met luiken                                                                                                  | Woonhuis                  | Vermoedelijk 19e eeuw                                                           |                 | Langesingel 1                     | 51° 54' 34" NB, 4° 9' 55" OL  | 10678  | Meer afbeeldingen |
| Woonhuis van parterre en verdieping met zadeldak. Gevel beklampt met machinale steen. Vensters met roedenverdeling. Achtergevel belangrijk voor situatie van de kerk                                                | Woonhuis                  | ca. 1800 (roedenverdeling)                                                      |                 | Langestraat 1                     | 51° 54' 10" NB, 4° 9' 49" OL  | 10679  | Meer afbeeldingen |
| Woonhuis van parterre en verdieping onder een dak met het nr. 5. Blauwe stoep. Achtergevel belangrijk voor situatie van de kerk                                                                                     | Woonhuis                  | 19e eeuw                                                                        |                 | Langestraat 3                     | 51° 54' 10" NB, 4° 9' 49" OL  | 10680  | Meer afbeeldingen |
| Woonhuis van parterre en verdieping onder een dak met het nr. 3. Blauwe stoep. Achtergevel belangrijk voor situatie van de kerk                                                                                     | Woonhuis                  | 19e eeuw                                                                        |                 | Langestraat 5                     | 51° 54' 10" NB, 4° 9' 49" OL  | 10681  | Meer afbeeldingen |
| Woonhuis van alleen parterre met dwars zadeldak, waarin twee dakvensters met vleugelstukken. Blauwe stoep met hekken. Achtergevel belangrijk voor situatie van de kerk                                              | Woonhuis                  | midden 19e eeuw                                                                 |                 | Langestraat 7                     | 51° 54' 10" NB, 4° 9' 49" OL  | 10682  | Meer afbeeldingen |
| Woonhuis van parterre en verdieping, met zadeldak. Stoep met kleine blauwe stenen | Woonhuis                  | midden 19e eeuw (gevel)                                                         |                 | Langestraat 9                     | 51° 54' 10" NB, 4° 9' 48" OL  | 10683  | Meer afbeeldingen |
| Huis met gepleisterde lijstgevel met moderne attiek | Woonhuis                  | tweede kwart 19e eeuw                                                           |                 | Langestraat 11                    | 51° 54' 10" NB, 4° 9' 48" OL  | 10684  | Meer afbeeldingen |
| Dwarshuis van parterre en verdieping met hoog zadeldak tussen puntgevels | Woonhuis                  | mogelijk ca. 1700                                                               |                 | Langestraat 13                    | 51° 54' 11" NB, 4° 9' 48" OL  | 10685  | Meer afbeeldingen |
| Schilderachtig huisje met belangrijke achtergevel aan het Catharijnehof | Woonhuis                  |                                                                                 |                 | Langestraat 15                    | 51° 54' 11" NB, 4° 9' 48" OL  | 10686  | Meer afbeeldingen |
| Schilderachtig huisje met belangrijke achtergevel aan het Catharijnehof | Woonhuis                  |                                                                                 |                 | Langestraat 17                    | 51° 54' 11" NB, 4° 9' 48" OL  | 10687  | Meer afbeeldingen |
| Dwarshuis met hoog zadeldak tussen puntgevels | Woonhuis                  | 1648 (gevelsteen)                                                               |                 | Langestraat 25                    | 51° 54' 11" NB, 4° 9' 47" OL  | 10688  | Meer afbeeldingen |
| Pand met eenvoudige lijstgevel onder hoog schilddak | Woonhuis                  |                                                                                 |                 | Langestraat 35                    | 51° 54' 12" NB, 4° 9' 46" OL  | 10689  | Meer afbeeldingen |
| Pand met zadeldak, dat aan de voorzijde wordt afgesloten door een gevel met ingezwenkte zijkanten | Woonhuis                  | 17e of 18e eeuw                                                                 |                 | Langestraat 41                    | 51° 54' 12" NB, 4° 9' 45" OL  | 10690  | Meer afbeeldingen |
| Pand met zadeldak, dat aan de voorzijde aansluit tegen een gepleisterde gevel met ingezwenkte zijkanten | Woonhuis                  | 17e of 18e eeuw                                                                 |                 | Langestraat 43                    | 51° 54' 12" NB, 4° 9' 45" OL  | 10691  | Meer afbeeldingen |
| Pand met puntgevel en zadeldak | Woonhuis                  | 17e of 18e eeuw                                                                 |                 | Langestraat 45                    | 51° 54' 13" NB, 4° 9' 45" OL  | 10692  | Meer afbeeldingen |
| Huis met gepleisterde tuitgevel | Woonhuis                  | eerste helft 19e eeuw                                                           |                 | Langestraat 12                    | 51° 54' 10" NB, 4° 9' 49" OL  | 10693  | Meer afbeeldingen |
| Woonhuis met gepleisterde, ingezwenkte lijstgevel met geprofileerde puibalk, muurankers en in de verdieping Empire-ramen. Blauwe stoep met palen                                                                    | Woonhuis                  |                                                                                 |                 | Langestraat 18                    | 51° 54' 11" NB, 4° 9' 49" OL  | 10694  | Meer afbeeldingen |
| Gerestaureerd pakhuisje met puntgevel, waarin vlechtingen | Opslag                    | 18e eeuw                                                                        |                 | Langestraat 20                    | 51° 54' 11" NB, 4° 9' 49" OL  | 10695  | Gerestaureerd pakhuisje met puntgevel, waarin vlechtingen                                                                                   |
| Pand met gevel onder rechte lijst en schilddak | Woonhuis                  | 18e eeuw                                                                        |                 | Langestraat 22                    | 51° 54' 11" NB, 4° 9' 49" OL  | 10696  | Meer afbeeldingen |
| Hoekhuis kruising Raas/Langestraat | Woonhuis                  | eerste helft 17e eeuw (puntgevel) eerste helft 19e eeuw (pui) 1565 (gevelsteen) |                 | Langestraat 36                    | 51° 54' 12" NB, 4° 9' 48" OL  | 10697  | Meer afbeeldingen |
| Wagenmakershuis | Woonhuis                  | 17e eeuw                                                                        |                 | Langestraat 40                    | 51° 54' 12" NB, 4° 9' 47" OL  | 10698  | Meer afbeeldingen |
| Dwarshuis van alleen parterre met zadeldak | Woonhuis                  | laatste kwart 18e eeuw                                                          |                 | Langestraat 44                    | 51° 54' 12" NB, 4° 9' 47" OL  | 10699  | Meer afbeeldingen |
| Dwarshuis van alleen begane grond met parallel lopend achterhuis | Woonhuis                  | eerste kwart 19e eeuw 1766                                                      |                 | Langestraat 72                    | 51° 54' 15" NB, 4° 9' 44" OL  | 10700  | Meer afbeeldingen |
| Naast hoekpand Visstraat. Pakhuis met afgeknotte puntgevel en muurankers. Afgewolfd zadeldak | Opslag                    | 18e eeuw                                                                        |                 | Lijnbaan 1                        | 51° 54' 7" NB, 4° 9' 59" OL   | 10701  | Meer afbeeldingen |
| Huis met gepleisterd afgeknot puntgeveltje | Woonhuis                  | mogelijk 18e eeuw                                                               |                 | Lijnbaan 2                        | 51° 54' 8" NB, 4° 9' 59" OL   | 10702  | Meer afbeeldingen |
| Huis met puntgeveltje met vlechtingen | Woonhuis                  | 18e eeuw                                                                        |                 | Lijnbaan 3                        | 51° 54' 8" NB, 4° 9' 58" OL   | 10703  | Meer afbeeldingen |
| Tolhuisje van de (gesloopte) Noordpoort | Militair wachtgebouw      | midden 18e eeuw                                                                 |                 | Maarland Noordzijde 1             | 51° 54' 25" NB, 4° 10' 4" OL  | 10704  | Meer afbeeldingen |
| Gepleisterde lijstgevel voor huis van parterre en verdieping, waarop schilddak met dakvenster met vleugelstukken. Gestoken deurkalf, muurijzers en stoep                                                            | Woonhuis                  | mogelijk 18e eeuw                                                               |                 | Maarland Noordzijde 4             | 51° 54' 26" NB, 4° 10' 3" OL  | 10705  | Meer afbeeldingen |
| Huis met puntgevel van IJsselsteen met rode banden | Woonhuis                  | 17e eeuw                                                                        |                 | Maarland Noordzijde 5             | 51° 54' 26" NB, 4° 10' 3" OL  | 10706  | Meer afbeeldingen |
| Huis met tuitgevel | Woonhuis                  | 17e eeuw (huis) 18e eeuw (pui)                                                  |                 | Maarland Noordzijde 6             | 51° 54' 26" NB, 4° 10' 3" OL  | 10707  | Meer afbeeldingen |
| Woonhuis van parterre en verdieping onder zadeldak tussen puntgevels | Woonhuis                  | mogelijk eerste kwart 19e eeuw                                                  |                 | Maarland Noordzijde 7/8           | 51° 54' 25" NB, 4° 10' 3" OL  | 10708  | Meer afbeeldingen |
| Huis met rijk versierde trapgevel | Woonhuis                  | 1612                                                                            |                 | Maarland Noordzijde 10            | 51° 54' 25" NB, 4° 10' 2" OL  | 10709  | Meer afbeeldingen |
| Huis met gepleisterde lijstgevel gemoderniseerd | Woonhuis                  | 18e eeuw tweede kwart 19e eeuw (gemoderniseerd)                                 |                 | Maarland Noordzijde 14            | 51° 54' 25" NB, 4° 10' 1" OL  | 10710  | Meer afbeeldingen |
| Gepleisterde lijstgevel. Stoep. Sierankers | Woonhuis                  | 18e eeuw                                                                        |                 | Maarland Noordzijde 16            | 51° 54' 25" NB, 4° 10' 1" OL  | 10711  | Meer afbeeldingen |
| Huis met tuitgevel met dubbel gezwenkte contouren | Woonhuis                  | mogelijk 18e eeuw                                                               |                 | Maarland Noordzijde 17            | 51° 54' 25" NB, 4° 10' 0" OL  | 10712  | Meer afbeeldingen |
| Huis met eenvoudige, gepleisterde lijstgevel met stucdecoratie | Woonhuis                  | laatste kwart 19e eeuw                                                          |                 | Maarland Noordzijde 23            | 51° 54' 25" NB, 4° 9' 60" OL  | 10713  | Meer afbeeldingen |
| Huis met trapgevel met rolwerkvullingen | Woonhuis                  | eerste kwart 18e eeuw                                                           |                 | Maarland Noordzijde 24            | 51° 54' 25" NB, 4° 9' 59" OL  | 10714  | Meer afbeeldingen |
| Gaaf bewaard lijstgeveltje | Woonhuis                  | eerste 19e eeuw                                                                 |                 | Maarland Noordzijde 26            | 51° 54' 25" NB, 4° 9' 59" OL  | 10715  | Meer afbeeldingen |
| Breed patriciershuis van zes vensterassen, parterre en verdieping met omlopend schilddak, waarin twee dakvensters met vleugelstukken                                                                                | Woonhuis                  | tweede kwart 18e eeuw                                                           |                 | Maarland Noordzijde 28            | 51° 54' 25" NB, 4° 9' 58" OL  | 10716  | Meer afbeeldingen |
| Huis met fraaie trapgevel met natuurstenen banden, geprofileerde waterlijst, geblokte, driepasvormige ontlastingsbogen op leeuwenmaskerconsoles en toppilaster op leeuwenmasker                                     | Woonhuis                  | eerste kwart 17e eeuw tweede kwart 18e eeuw (pui)                               |                 | Maarland Noordzijde 30            | 51° 54' 25" NB, 4° 9' 58" OL  | 10717  | Meer afbeeldingen |
| Pand met lijstgevel ter breedte van vier vensters, parterre en verdieping met dwars schilddak, waarin twee dakvensters met gebogen afdekkingen                                                                      | Woonhuis                  | derde kwart 18e eeuw                                                            |                 | Maarland Noordzijde 31            | 51° 54' 24" NB, 4° 9' 57" OL  | 10718  | Meer afbeeldingen |
| Smalle lijstgevel voor huis van parterre en verdieping met schilddak, waarin dakvenster met geprofileerd, gelobd fronton stoep                                                                                      | Woonhuis                  | tweede kwart 18e eeuw (fronton)                                                 |                 | Maarland Noordzijde 33            | 51° 54' 24" NB, 4° 9' 57" OL  | 10719  | Meer afbeeldingen |
| Huis met tuitgevel met segmentvormig fronton gepleisterd | Woonhuis                  | 18e eeuw                                                                        |                 | Maarland Noordzijde 34            | 51° 54' 24" NB, 4° 9' 57" OL  | 10720  | Meer afbeeldingen |
| Huis met gepleisterde puntgevel met stoep | Woonhuis                  | eerste helft 19e eeuw                                                           |                 | Maarland Noordzijde 35            | 51° 54' 24" NB, 4° 9' 56" OL  | 10721  | Meer afbeeldingen |
| Hoekpand Dijkstraat. Gepleisterde puntgevel met stoep en stoeppaal | Woonhuis                  | mog                                                                             |                 | Maarland Noordzijde 37            | 51° 54' 24" NB, 4° 9' 56" OL  | 10722  | Meer afbeeldingen |
| Huis met statige lijstgevel van parterre, verdieping en lage bovenverdieping | Woonhuis                  | 18e eeuw                                                                        |                 | Maarland Noordzijde 38            | 51° 54' 24" NB, 4° 9' 55" OL  | 10723  | Meer afbeeldingen |
| Huis met lijstgevel met gesneden bovenlicht, lod | Woonhuis                  | 18e eeuw                                                                        |                 | Maarland Noordzijde 39            | 51° 54' 24" NB, 4° 9' 55" OL  | 10724  | Meer afbeeldingen |
| Gepleisterde tuitgevel met stoep en stoeppalen | Woonhuis                  | 1819 (steentje)                                                                 |                 | Maarland Noordzijde 40            | 51° 54' 24" NB, 4° 9' 55" OL  | 10725  | Meer afbeeldingen |
| Duiventros | Woonhuis                  | 1655                                                                            |                 | Maarland Noordzijde 41            | 51° 54' 24" NB, 4° 9' 54" OL  | 10726  | Meer afbeeldingen |
| Huis met puntgevel met schuiframen en stoep | Woonhuis                  | eerste kwart 19e eeuw                                                           |                 | Maarland Noordzijde 42            | 51° 54' 24" NB, 4° 9' 54" OL  | 10727  | Meer afbeeldingen |
| Huis met puntgevel, oorspronkelijk | Woonhuis                  | mogelijk 17e eeuw (oorspronkelijk) 19e eeuw (gewijzigd)                         |                 | Maarland Noordzijde 43            | 51° 54' 24" NB, 4° 9' 54" OL  | 10728  | Meer afbeeldingen |
| Huis met gepleisterde tuitgevel met schuiframen in stijl | Woonhuis                  | mogelijk 18e eeuw eerste kwart 19e eeuw                                         |                 | Maarland Noordzijde 45            | 51° 54' 24" NB, 4° 9' 54" OL  | 10729  | Meer afbeeldingen |
| Gepleisterde lijstgevel voor huis van parterre en verdieping met schilddak. Stoep met stoeppalen | Woonhuis                  | 17e eeuw                                                                        |                 | Maarland Noordzijde 47            | 51° 54' 24" NB, 4° 9' 53" OL  | 10730  | Meer afbeeldingen |
| Huis met dubbele trapgevel met fraaie muurankers | Woonhuis                  | eerste kwart 17e eeuw                                                           |                 | Maarland Noordzijde 48            | 51° 54' 24" NB, 4° 9' 53" OL  | 10731  | Meer afbeeldingen |
| Huis met gepleisterde gevel onder lijst met gevelsteen waarop schip en jaartal | Woonhuis                  | 1607 (jaartal)                                                                  |                 | Maarland Noordzijde 49            | 51° 54' 23" NB, 4° 9' 52" OL  | 10732  | Meer afbeeldingen |
| Huis met gesausde lijstgevel | Woonhuis                  | eerste kwart 19e eeuw                                                           |                 | Maarland Noordzijde 51            | 51° 54' 23" NB, 4° 9' 52" OL  | 10733  | Meer afbeeldingen |
| Gepleisterde lijstgevel voor huis van parterre en lage bovenverdieping met dwars schilddak. Zeer fraai gesneden deurpartij met verdiepte pilasters, deur met rijk versierd kalf (Lod. XV), en bovenlicht (Lod. XVI) | Woonhuis                  |                                                                                 |                 | Maarland Noordzijde 52            | 51° 54' 23" NB, 4° 9' 51" OL  | 10734  | Meer afbeeldingen |
| Huis met tuitgevel met in de zolderverdieping roeden | Woonhuis                  | eerste kwart 19e eeuw                                                           |                 | Maarland Noordzijde 56            | 51° 54' 23" NB, 4° 9' 50" OL  | 10735  | Huis met tuitgevel met in de zolderverdieping roeden                                                                                        |
| Huis met gepleisterde lijstgevel met stoep | Woonhuis                  | 19e eeuw                                                                        |                 | Maarland Noordzijde 59            | 51° 54' 23" NB, 4° 9' 50" OL  | 10736  | Huis met gepleisterde lijstgevel met stoep                                                                                                  |
| Huis met gepleisterde puntgevel | Woonhuis                  | eerste kwart 19e eeuw                                                           |                 | Maarland Noordzijde 66            | 51° 54' 23" NB, 4° 9' 48" OL  | 10737  | Meer afbeeldingen |
| Huis met lijstgevel met schuiframen en gestoken deurkalf | Woonhuis                  | eerste kwart 19e eeuw                                                           |                 | Maarland Noordzijde 67            | 51° 54' 22" NB, 4° 9' 48" OL  | 10738  | Meer afbeeldingen |
| Huis met gepleisterde lijstgevel met stoep | Woonhuis                  | tweede kwart 19e eeuw                                                           |                 | Maarland Noordzijde 68            | 51° 54' 22" NB, 4° 9' 47" OL  | 10739  | Meer afbeeldingen |
| Huis met trapgevel ca | Woonhuis                  | ca. 1800                                                                        |                 | Maarland Noordzijde 69            | 51° 54' 22" NB, 4° 9' 47" OL  | 10740  | Meer afbeeldingen |
| Huis met gepleisterde tuitgevel | Woonhuis                  | ca. 1800                                                                        |                 | Maarland Noordzijde 75            | 51° 54' 22" NB, 4° 9' 45" OL  | 10741  | Meer afbeeldingen |
| Huis met brede gepleisterde puntgevel met zoldervenster met roedenverdeling | Woonhuis                  | ca. 1800                                                                        |                 | Maarland Noordzijde 78            | 51° 54' 22" NB, 4° 9' 45" OL  | 10742  | Meer afbeeldingen |
| Huis met brede trapgevel en boven schuiframen | Woonhuis                  | 18e eeuw                                                                        |                 | Maarland Noordzijde 86            | 51° 54' 21" NB, 4° 9' 43" OL  | 10743  | Meer afbeeldingen |
| Huis met puntgevel met schuiframen | Woonhuis                  | ca. 1800                                                                        |                 | Maarland Noordzijde 89            | 51° 54' 21" NB, 4° 9' 42" OL  | 10746  | Meer afbeeldingen |
| Huis met puntgevel, top vernieuwd | Woonhuis                  | eerste kwart 19e eeuw                                                           |                 | Maarland Noordzijde 93            | 51° 54' 21" NB, 4° 9' 41" OL  | 10747  | Meer afbeeldingen |
| Huis met lijstgevel met schuiframen | Woonhuis                  | derde kwart 19e eeuw                                                            |                 | Maarland Noordzijde 94            | 51° 54' 21" NB, 4° 9' 41" OL  | 10748  | Meer afbeeldingen |
| Huis met gecementeerde puntgevel | Woonhuis                  | mogelijk eerste kwart 19e eeuw                                                  |                 | Maarland Noordzijde 96            | 51° 54' 20" NB, 4° 9' 40" OL  | 10749  | Meer afbeeldingen |
| Hoekpand Langepoortstraat met puntgevel, en stoep | Woonhuis                  | eerste kwart 19e eeuw                                                           |                 | Maarland Noordzijde 98            | 51° 54' 20" NB, 4° 9' 40" OL  | 10750  | Hoekpand Langepoortstraat met puntgevel, en stoep                                                                                           |
| Hoekpand Langepoortstraat. Schilderachtige, witgepleisterde lijstgevel voor huis van parterre en zadeldak | Woonhuis                  | 18e eeuw                                                                        |                 | Maarland Noordzijde 100           | 51° 54' 20" NB, 4° 9' 40" OL  | 10751  | Meer afbeeldingen |
| Huis met puntgevel met vlechtingen met ramen stijl | Woonhuis                  | ca. 1800                                                                        |                 | Maarland Noordzijde 101           | 51° 54' 20" NB, 4° 9' 39" OL  | 10752  | Meer afbeeldingen |
| Huis met gepleisterde puntgevel met sierankers | Woonhuis                  | ca. 1800                                                                        |                 | Maarland Noordzijde 102           | 51° 54' 20" NB, 4° 9' 39" OL  | 10753  | Meer afbeeldingen |
| Huis met gepleisterde lijstgevel voor huis | Woonhuis                  | 19e eeuw (gevel) 17e/18e eeuw (huis) eerste kwart 19e eeuw (pakhuis)            |                 | Maarland Noordzijde 103           | 51° 54' 20" NB, 4° 9' 38" OL  | 10754  | Meer afbeeldingen |
| Hoekpand van parterre, verdieping en zolderverdieping en moderne zijgevel. Ingezwenkte lijstgevel. Gevelsteen met vers (afbeelding van de vis van Tobias (Tobias 11:13-17) en jaartal. Stoep met stoephek           | Woonhuis                  | midden 19e eeuw 1612 (jaartal)                                                  |                 | Maarland Zuidzijde 2              | 51° 54' 23" NB, 4° 10' 4" OL  | 10755  | Meer afbeeldingen |
| Hoge tuitgevel met rollaag voor huis van parterre, verdieping en zolderverdieping. Sierankers. Stoep met stoeppalen                                                                                                 | Woonhuis                  | 18e eeuw                                                                        |                 | Maarland Zuidzijde 4              | 51° 54' 23" NB, 4° 10' 3" OL  | 10756  | Meer afbeeldingen |
| Huis met brede, gepleisterde lijstgevel, opgesierd met stuc | Woonhuis                  | laatste kwart 19e eeuw                                                          |                 | Maarland Zuidzijde 6              | 51° 54' 23" NB, 4° 10' 3" OL  | 10757  | Meer afbeeldingen |
| Huis met puntgevel met empire-ramen en stoep | Woonhuis                  | eerste kwart 19e eeuw                                                           |                 | Maarland Zuidzijde 9              | 51° 54' 23" NB, 4° 10' 2" OL  | 10758  | Meer afbeeldingen |
| Huis met brede, gepleisterde tuitgevel | Woonhuis                  | eerste kwart 19e eeuw                                                           |                 | Maarland Zuidzijde 13             | 51° 54' 23" NB, 4° 10' 1" OL  | 10759  | Meer afbeeldingen |
| Hoekpand Nieuwstraat. Gepleisterde, ingezwenkte lijstgevel voor huis van parterre en zolderverdieping met hoog, afgewolfd zadeldak. Puntgevel aan de achterzijde                                                    | Woonhuis                  | 18e eeuw                                                                        |                 | Maarland Zuidzijde 16             | 51° 54' 23" NB, 4° 10' 0" OL  | 10760  | Meer afbeeldingen |
| Huis met gepleisterde lijstgevel met in de verdieping empire-ramen | Woonhuis                  | eerste kwart 19e eeuw                                                           |                 | Maarland Zuidzijde 18             | 51° 54' 23" NB, 4° 9' 60" OL  | 10761  | Meer afbeeldingen |
| Huis met gepleisterde lijstgevel met stoeppaal | Woonhuis                  | eerste kwart 19e eeuw                                                           |                 | Maarland Zuidzijde 20             | 51° 54' 23" NB, 4° 9' 60" OL  | 10762  | Huis met gepleisterde lijstgevel met stoeppaal                                                                                              |
| Huis met gepleisterde lijstgevel | Woonhuis                  | derde kwart 19e eeuw                                                            |                 | Maarland Zuidzijde 22             | 51° 54' 23" NB, 4° 9' 60" OL  | 10763  | Huis met gepleisterde lijstgevel |
| Huis met ingezwenkte gevel onder de lijst gepleisterd, met stoep met stoeppaal | Woonhuis                  | eerste kwart 19e eeuw                                                           |                 | Maarland Zuidzijde 23             | 51° 54' 23" NB, 4° 9' 59" OL  | 10764  | Meer afbeeldingen |
| Brede lijstgevel voor huis van parterre en verdieping. Empire-ramen in de verdieping. Deuromlijsting met verdiepte pilasters en acanthus ornament, stijl Lod. XIV. Stoep met stoeppalen                             | Woonhuis                  | ca. 1800                                                                        |                 | Maarland Zuidzijde 24             | 51° 54' 22" NB, 4° 9' 59" OL  | 10765  | Meer afbeeldingen |
| Huis met ingezwenkte lijstgevel met oorspronkelijke deur en gestoken kalf | Woonhuis                  | eerste kwart 19e eeuw                                                           |                 | Maarland Zuidzijde 25             | 51° 54' 22" NB, 4° 9' 58" OL  | 10766  | Meer afbeeldingen |
| 't Zwarte Schaep | Woonhuis                  | eerste kwart 19e eeuw                                                           |                 | Maarland Zuidzijde 26             | 51° 54' 22" NB, 4° 9' 58" OL  | 10767  | Meer afbeeldingen |
| Huis met gepleisterde tuitgevel | Woonhuis                  | eerste kwart 19e eeuw                                                           |                 | Maarland Zuidzijde 30             | 51° 54' 22" NB, 4° 9' 56" OL  | 10768  | Meer afbeeldingen |
| Huis met gepleisterde lijstgevel | Woonhuis                  | eerste kwart 19e eeuw                                                           |                 | Maarland Zuidzijde 31             | 51° 54' 22" NB, 4° 9' 56" OL  | 10769  | Meer afbeeldingen |
| Huis met geverfde tuitgevel met oorspronkelijke gesneden deur | Woonhuis                  | eerste kwart 19e eeuw                                                           |                 | Maarland Zuidzijde 36             | 51° 54' 21" NB, 4° 9' 55" OL  | 10770  | Meer afbeeldingen |
| Huis met geverfde tuitgevel | Woonhuis                  | eerste kwart 19e eeuw                                                           |                 | Maarland Zuidzijde 38             | 51° 54' 21" NB, 4° 9' 54" OL  | 10771  | Meer afbeeldingen |
| Huis met eenvoudige puntgevel | Woonhuis                  | tweede kwart 19e eeuw                                                           |                 | Maarland Zuidzijde 39             | 51° 54' 21" NB, 4° 9' 54" OL  | 10772  | Meer afbeeldingen |
| Pakhuisje achter lijstgevel met afgeschuinde zijkanten | Opslag                    | eerste kwart 19e eeuw                                                           |                 | Maarland Zuidzijde 40             | 51° 54' 21" NB, 4° 9' 54" OL  | 10773  | Pakhuisje achter lijstgevel met afgeschuinde zijkanten                                                                                      |
| Huis met puntgevel | Woonhuis                  | 18e eeuw                                                                        |                 | Maarland Zuidzijde 44             | 51° 54' 21" NB, 4° 9' 53" OL  | 10774  | Meer afbeeldingen |
| Stalgebouw met gepleisterde puntgevel. Getoogde poort en zoldervensters. Stoeppaal | Opslag                    | mogelijk 18e eeuw eerste kwart 19e eeuw                                         |                 | Maarland Zuidzijde 45             | 51° 54' 21" NB, 4° 9' 52" OL  | 10775  | Meer afbeeldingen |
| De zich voor het pand bevindende fraaie Empire stoeppalen en stoep | Stoep                     |                                                                                 |                 | Maarland Zuidzijde 47             | 51° 54' 20" NB, 4° 9' 52" OL  | 10776  | Meer afbeeldingen |
| Huis met gepleisterde lijstgevel | Woonhuis                  | 19e eeuw                                                                        |                 | Maarland Zuidzijde 48             | 51° 54' 21" NB, 4° 9' 52" OL  | 10777  | Huis met gepleisterde lijstgevel |
| Huis met puntgevel met in het zoldervenster roedenverdeling in stijl | Woonhuis                  | 18e eeuw                                                                        |                 | Maarland Zuidzijde 49             | 51° 54' 21" NB, 4° 9' 52" OL  | 10778  | Huis met puntgevel met in het zoldervenster roedenverdeling in stijl                                                                        |
| Huis met brede, gepleisterde tuitgevel | Woonhuis                  | eerste kwart 19e eeuw                                                           |                 | Maarland Zuidzijde 50             | 51° 54' 21" NB, 4° 9' 51" OL  | 10779  | Huis met brede, gepleisterde tuitgevel |
| Gepleisterde lijstgevel voor huis. Stoep en stoeppaal | Woonhuis                  | tweede kwart 18e eeuw (lijstgevel) 18e eeuw (huis)                              |                 | Maarland Zuidzijde 51             | 51° 54' 21" NB, 4° 9' 51" OL  | 10780  | Gepleisterde lijstgevel voor huis. Stoep en stoeppaal                                                                                       |
| Huis met gepleisterde tuitgevel | Woonhuis                  | eerste kwart 19e eeuw                                                           |                 | Maarland Zuidzijde 52             | 51° 54' 21" NB, 4° 9' 51" OL  | 10781  | Huis met gepleisterde tuitgevel |
| Huis met ingezwenkte lijstgevel met stoep en stoeppaal | Woonhuis                  | eerste kwart 19e eeuw                                                           |                 | Maarland Zuidzijde 55             | 51° 54' 20" NB, 4° 9' 50" OL  | 10782  | Meer afbeeldingen |
| Huis | Woonhuis                  | eerste kwart 19e eeuw                                                           |                 | Maarland Zuidzijde 65             | 51° 54' 20" NB, 4° 9' 48" OL  | 10783  | Meer afbeeldingen |
| Huis met gecementeerde lijstgevel met fraaie smeedijzeren stoephekken en stoep | Woonhuis                  | eerst kwart 19e eeuw                                                            |                 | Maarland Zuidzijde 66             | 51° 54' 20" NB, 4° 9' 48" OL  | 10784  | Meer afbeeldingen |
| Huis onder een zadeldak met het nr | Woonhuis                  | eerste helft 19e eeuw                                                           |                 | Maarland Zuidzijde 70             | 51° 54' 20" NB, 4° 9' 47" OL  | 10785  | Meer afbeeldingen |
| Huis onder een zadeldak met het nr | Woonhuis                  | eerste helft 19e eeuw                                                           |                 | Maarland Zuidzijde 71             | 51° 54' 19" NB, 4° 9' 47" OL  | 10786  | Meer afbeeldingen |
| Huisje van alleen parterre met deur en venster, onder hoog zadeldak | Woonhuis                  | 18e eeuw                                                                        |                 | Maarland Zuidzijde 72             | 51° 54' 20" NB, 4° 9' 47" OL  | 10787  | Meer afbeeldingen |
| Huis met puntgevel, oorspronkelijk trapgevel waarvan de zijafdekplaten van de onderste trappen nog aanwezig zijn | Woonhuis                  | 17e eeuw                                                                        |                 | Maarland Zuidzijde 73             | 51° 54' 20" NB, 4° 9' 46" OL  | 10788  | Meer afbeeldingen |
| Stadhuis | Bestuursgebouw en onderdl | 1639+1792 (gevel vernieuwd) 1955 (gerest.)                                      |                 | Markt 1                           | 51° 54' 8" NB, 4° 9' 52" OL   | 10789  | Meer afbeeldingen |
| Gepleisterde lijstgevel voor pand van parterre en twee verdiepingen met zadeldak. De bebouwing aan de Markt is van belang voor de situatie van Stadhuis en Hoofdwacht                                               | Woonhuis                  | 17e eeuw                                                                        |                 | Markt 3                           | 51° 54' 8" NB, 4° 9' 54" OL   | 10790  | Meer afbeeldingen |
| Gepleisterde lijstgevel voor woonhuis van parterre en verdieping met schilddak | Woonhuis                  | eerste helft 19e eeuw                                                           |                 | Markt 5                           | 51° 54' 8" NB, 4° 9' 55" OL   | 10791  | Meer afbeeldingen |
| Hoofdwacht. Monumentaal gebouw met fronton op de gevel, tegenover het stadhuis | Militair wachtgebouw      | 1789                                                                            |                 | Markt 7                           | 51° 54' 7" NB, 4° 9' 55" OL   | 10792  | Meer afbeeldingen |
| Groot hoekpand Markt-Nobelstraat | Woonhuis                  | mogelijk 18e eeuw                                                               |                 | Markt 10                          | 51° 54' 7" NB, 4° 9' 54" OL   | 10793  | Meer afbeeldingen |
| Huis met trapgevel | Woonhuis                  | 17e eeuw                                                                        |                 | Nieuwstraat 18                    | 51° 54' 20" NB, 4° 10' 2" OL  | 10794  | Meer afbeeldingen |
| Huis met trapgevel | Woonhuis                  | 17e eeuw                                                                        |                 | Nieuwstraat 20                    | 51° 54' 20" NB, 4° 10' 2" OL  | 10795  | Meer afbeeldingen |
| Gepleisterde lijstgevel, voor huis van parterre en verdieping met schilddak. Empire-schuiframen | Woonhuis                  | eerste helft 19e eeuw                                                           |                 | Nobelstraat 1                     | 51° 54' 7" NB, 4° 9' 54" OL   | 10796  | Upload foto |
| Huis met gewitte gevel met hoekblokken oorspronkelijk | Woonhuis                  | 17e eeuw (oorspronkelijk)                                                       |                 | Nobelstraat 3                     | 51° 54' 7" NB, 4° 9' 53" OL   | 10798  | Meer afbeeldingen |
| De Wildeman | Woonhuis                  | derde kwart 19e eeuw                                                            |                 | Nobelstraat 7                     | 51° 54' 7" NB, 4° 9' 53" OL   | 10799  | Meer afbeeldingen |
| Lijstgevel. Huis van parterre en verdieping. Deuromlijsting met verdiepte pilasters, gesneden deur en consoles onder de kroonlijst Lod. XIV                                                                         | Woonhuis                  | 18e eeuw                                                                        |                 | Nobelstraat 17                    | 51° 54' 6" NB, 4° 9' 53" OL   | 10800  | Lijstgevel. Huis van parterre en verdieping. Deuromlijsting met verdiepte pilasters, gesneden deur en consoles onder de kroonlijst Lod. XIV |
| Complex van twee tot een pand verbouwde huizen | Woonhuis                  | 17e eeuw en later                                                               |                 | Nobelstraat 19                    | 51° 54' 5" NB, 4° 9' 53" OL   | 10801  | Meer afbeeldingen |
| Grote en kleinere gepleisterde tuitgevel samengetrokken tot een winkelpand en gerestaureerd | Woonhuis                  | 17e eeuw                                                                        |                 | Nobelstraat 21                    | 51° 54' 5" NB, 4° 9' 52" OL   | 10802  | Meer afbeeldingen |
| Huis met bakstenen lijstgevel met stucversieringen | Woonhuis                  | derde kwart 19e eeuw                                                            |                 | Nobelstraat 25                    | 51° 54' 5" NB, 4° 9' 52" OL   | 10803  | Meer afbeeldingen |
| Gepleisterde lijstgevel voor huis van parterre en verdieping. Deuromlijsting met verdiepte pilasters. Hoog schilddak met aan de achterzijde trapgevel. Kap achterhuis verlaagd                                      | Woonhuis                  | 16e eeuw                                                                        |                 | Nobelstraat 27                    | 51° 54' 5" NB, 4° 9' 51" OL   | 10804  | Meer afbeeldingen |
| Huis met tot gepleisterde puntgevel gewijzigde trapgevel | Woonhuis                  | 17e eeuw                                                                        |                 | Nobelstraat 33                    | 51° 54' 5" NB, 4° 9' 51" OL   | 10805  | Huis met tot gepleisterde puntgevel gewijzigde trapgevel                                                                                    |
| Eenvoudige lijstgevel | Woonhuis                  | eerste helft 19e eeuw                                                           |                 | Nobelstraat 35                    | 51° 54' 4" NB, 4° 9' 51" OL   | 10806  | Eenvoudige lijstgevel |
| Gepleisterde lijstgevel | Woonhuis                  | eerste helft 19e eeuw                                                           |                 | Nobelstraat 37                    | 51° 54' 4" NB, 4° 9' 51" OL   | 10807  | Gepleisterde lijstgevel |
| Diep pand achter afgeknotte lijstgevel | Woonhuis                  | 17e eeuw                                                                        |                 | Nobelstraat 39                    | 51° 54' 4" NB, 4° 9' 51" OL   | 10808  | Diep pand achter afgeknotte lijstgevel |
| Huis met tot gepleisterd tuitgeveltje met rollaag gewijzigde trapgevel | Woonhuis                  | 17e eeuw                                                                        |                 | Nobelstraat 59                    | 51° 54' 3" NB, 4° 9' 49" OL   | 10809  | Meer afbeeldingen |
| Huis met gepleisterd lijstgeveltje en schilddak | Woonhuis                  | eerste helft 19e eeuw                                                           |                 | Nobelstraat 63                    | 51° 54' 2" NB, 4° 9' 49" OL   | 10810  | Meer afbeeldingen |
| Luxor | Woonhuis                  | 17e eeuw                                                                        |                 | Nobelstraat 65                    | 51° 54' 2" NB, 4° 9' 48" OL   | 10811  | Meer afbeeldingen |
| De Gulle Geus | Woonhuis                  | 18e eeuw                                                                        |                 | Nobelstraat 67                    | 51° 54' 2" NB, 4° 9' 48" OL   | 10812  | De Gulle Geus |
| Lijstgevel voor huis van parterre en verdieping | Woonhuis                  | derde kwart 19e eeuw                                                            |                 | Nobelstraat 77                    | 51° 54' 1" NB, 4° 9' 47" OL   | 10814  | Lijstgevel voor huis van parterre en verdieping                                                                                             |
| Huis met tuitgevel | Woonhuis                  | eerste helft 19e eeuw                                                           |                 | Nobelstraat 81                    | 51° 54' 1" NB, 4° 9' 47" OL   | 10815  | Huis met tuitgevel |
| Zuideindse Gasthuis | Sociale zorg, liefdadigh. | 1293 (gesticht) mogelijk 16e eeuw (pand)                                        |                 | Nobelstraat 87                    | 51° 54' 1" NB, 4° 9' 45" OL   | 10816  | Meer afbeeldingen |
| Eenvoudige, gepleisterde lijstgevel voor huis van parterre en verdieping | Woonhuis                  | 18e eeuw                                                                        |                 | Nobelstraat 2                     | 51° 54' 8" NB, 4° 9' 52" OL   | 10817  | Eenvoudige, gepleisterde lijstgevel voor huis van parterre en verdieping                                                                    |
| Huis van eenvoudige, gesausde lijstgevel | Woonhuis                  | eerste helft 19e eeuw                                                           |                 | Nobelstraat 4                     | 51° 54' 7" NB, 4° 9' 53" OL   | 10818  | Huis van eenvoudige, gesausde lijstgevel |
| Huis met gepleisterde lijstgevel | Woonhuis                  | eerste helft 19e eeuw                                                           |                 | Nobelstraat 6                     | 51° 54' 7" NB, 4° 9' 53" OL   | 10819  | Huis met gepleisterde lijstgevel |
| Huis met lijstgevel en schilddak | Woonhuis                  | ca. 1800                                                                        |                 | Nobelstraat 10                    | 51° 54' 7" NB, 4° 9' 52" OL   | 10820  | Upload foto |
| Huis met deftige lijstgevel | Woonhuis                  | midden 18e eeuw                                                                 |                 | Nobelstraat 12                    | 51° 54' 7" NB, 4° 9' 52" OL   | 10821  | Meer afbeeldingen |
| Huis met lijstgvel en vier vensters breed | Woonhuis                  | 18e eeuw                                                                        |                 | Nobelstraat 14                    | 51° 54' 7" NB, 4° 9' 52" OL   | 10822  | Meer afbeeldingen |
| Monumentaal hoekpand welleslop vijf vensterassen breed, parterre en twee verdiepingen | Woonhuis                  | 18e eeuw                                                                        |                 | Nobelstraat 16                    | 51° 54' 6" NB, 4° 9' 52" OL   | 10823  | Meer afbeeldingen |
| Eenvoudig, gepleisterd lijstgeveltje voor huis van parterre en verdieping | Woonhuis                  | tweede kwart 19e eeuw                                                           |                 | Nobelstraat 18                    | 51° 54' 6" NB, 4° 9' 51" OL   | 10824  | Meer afbeeldingen |
| Pension Atlas | Woonhuis                  | 18e eeuw                                                                        |                 | Nobelstraat 20                    | 51° 54' 6" NB, 4° 9' 51" OL   | 10825  | Meer afbeeldingen |
| H.H.Martelaren van Gorcum | Kerk en kerkonderdeel     | 1830                                                                            | P.Plukhooy      | Nobelstraat 24                    | 51° 54' 5" NB, 4° 9' 51" OL   | 10826  | Meer afbeeldingen |
| Huis met tuitgevel | Woonhuis                  | eerste helft 19e eeuw                                                           |                 | Nobelstraat 26                    | 51° 54' 4" NB, 4° 9' 50" OL   | 10827  | Meer afbeeldingen |
| Huis met eenvoudig, gepleisterd puntgeveltje | Woonhuis                  | eerste helft 19e eeuw                                                           |                 | Nobelstraat 28                    | 51° 54' 4" NB, 4° 9' 50" OL   | 10828  | Meer afbeeldingen |
| Statig patriciershuis van parterre, verdieping en zolderverdieping, ter breedte van vijf assen | Woonhuis                  | midden 18e eeuw                                                                 |                 | Nobelstraat 34                    | 51° 54' 4" NB, 4° 9' 49" OL   | 10829  | Meer afbeeldingen |
| Huis met eenvoudige tuitgevel | Woonhuis                  | midden 19e eeuw                                                                 |                 | Nobelstraat 42                    | 51° 54' 3" NB, 4° 9' 49" OL   | 10830  | Meer afbeeldingen |
| Huis met eenvoudige tuitgevel | Woonhuis                  | midden 19e eeuw                                                                 |                 | Nobelstraat 48                    | 51° 54' 3" NB, 4° 9' 48" OL   | 10831  | Meer afbeeldingen |
| Lijstgevel met consoles | Woonhuis                  | derde kwart 19e eeuw                                                            |                 |                                   | 51° 54' 2" NB, 4° 9' 47" OL   | 10832  | Upload foto |
| Ingezwenkte lijstgevel voor huis van parterre en zolderverdieping | Woonhuis                  | eerste helft 19e eeuw                                                           |                 |                                   | 51° 54' 2" NB, 4° 9' 47" OL   | 10833  | Upload foto |
| Huis met gepleisterde puntgevel | Woonhuis                  | eerste helft 19e eeuw                                                           |                 | Nobelstraat 70                    | 51° 54' 2" NB, 4° 9' 46" OL   | 10834  | Huis met gepleisterde puntgevel |
| Vijf vensters brede lijstgevel met gesneden deurkalven, verknoeide ramen en gootlijst | Woonhuis                  | laatste helft 18e eeuw                                                          |                 | Nobelstraat 76                    | 51° 54' 2" NB, 4° 9' 45" OL   | 10835  | Meer afbeeldingen |
| Eenvoudige, gepleisterde lijstgevel | Woonhuis                  | 17e/19e eeuw                                                                    |                 | Nobelstraat 84                    | 51° 54' 1" NB, 4° 9' 44" OL   | 10836  | Meer afbeeldingen |
| Woonhuis | Boerderij                 | 1881                                                                            |                 | Rozemarijnstraat 4                | 51° 54' 8" NB, 4° 9' 58" OL   | 10837  | Meer afbeeldingen |
| Alleenstaand pakhuis met trapgevel met geprofileerde waterlijst en dekplaten | Opslag                    | 17e eeuw                                                                        |                 | Rozemarijnstraat 10               | 51° 54' 9" NB, 4° 9' 58" OL   | 10838  | Meer afbeeldingen |
| Huis met trapgevel met bakstenen waterlijsten, rode banden en hoekversieringen in ijsselsteen | Woonhuis                  | 17e of 18e eeuw                                                                 |                 | Rozemarijnstraat 38               | 51° 54' 14" NB, 4° 10' 0" OL  | 10839  | Meer afbeeldingen |
| Pand met fraaie trapgevel | Woonhuis                  | 17e of 18e eeuw                                                                 |                 | Rozemarijnstraat 40               | 51° 54' 14" NB, 4° 10' 0" OL  | 10840  | Meer afbeeldingen |
| Lage huisjes om binnenplaats onder schilddaken naast de zuidelijke gevel van het torpedomagazijn | Militair verblijfsgebouw  |                                                                                 |                 | Rozemarijnstraat 42               | 51° 54' 14" NB, 4° 10' 0" OL  | 10841  | Meer afbeeldingen |
| Voormalig torpedomagazijn, Arsenaal | Militaire opslagplaats    | laatste kwart 18e eeuw                                                          |                 | Rozemarijnstraat 46               | 51° 54' 15" NB, 4° 10' 1" OL  | 10842  | Meer afbeeldingen |
| Groot pakhuis met gewijzigde puntgevel en getoogde vensters | Opslag                    | 1620                                                                            |                 | Scharloo 5                        | 51° 54' 4" NB, 4° 9' 59" OL   | 10843  | Meer afbeeldingen |
| Pakhuis met lijstgevel in ijsselsteen | Opslag                    | 18e eeuw                                                                        |                 | Scharloo 7                        | 51° 54' 4" NB, 4° 9' 59" OL   | 10844  | Meer afbeeldingen |
| Patriciershuis parterre met empire-schuiframen, 2e verdieping met roedenverde | Woonhuis                  | mogelijk 18e eeuw                                                               |                 | Scharloo 8                        | 51° 54' 4" NB, 4° 9' 59" OL   | 10845  | Meer afbeeldingen |
| Woonhuis van parterre en verdieping met gepleisterde gevel | Woonhuis                  | 18e eeuw en eerste helft 19e eeuw                                               |                 | Scharloo 9                        | 51° 54' 4" NB, 4° 9' 59" OL   | 10846  | Meer afbeeldingen |
| Pakhuis met puntgevel in ijsselsteen houten kozijnen en hijsluiken | Opslag                    | 18e eeuw                                                                        |                 | Scharloo 10                       | 51° 54' 4" NB, 4° 9' 59" OL   | 10847  | Meer afbeeldingen |
| Pakhuis evenwijdig aan de straat | Opslag                    | 18e eeuw                                                                        |                 | Scharloo 14                       | 51° 54' 3" NB, 4° 9' 57" OL   | 10848  | Meer afbeeldingen |
| Huisje van alleen begane grond met zadeldak, waarin dakkapel met vleugelstukken | Woonhuis                  | 18e eeuw                                                                        |                 | Slagveld 7                        | 51° 54' 9" NB, 4° 10' 4" OL   | 10849  | Meer afbeeldingen |
| Huisje van alleen begane grond met zadeldak en gepleisterde gevel | Woonhuis                  | 18e eeuw                                                                        |                 | Slagveld 8                        | 51° 54' 9" NB, 4° 10' 4" OL   | 10850  | Meer afbeeldingen |
| Huis met trapgevel met overhoekse toppilaster | Woonhuis                  | 17e en 18e eeuw                                                                 |                 | Slagveld 13                       | 51° 54' 10" NB, 4° 10' 4" OL  | 10851  | Meer afbeeldingen |
| Pand waarvan het bouwlichaam, met hoog schilddak | Woonhuis                  | 18e eeuw en ca. 1800                                                            |                 | Slagveld 15                       | 51° 54' 10" NB, 4° 10' 4" OL  | 10852  | Meer afbeeldingen |
| Dwarshuisje van alleen begane grond met hoog zadeldak | Woonhuis                  | eerste helft 19e eeuw                                                           |                 | Slagveld 30                       | 51° 54' 15" NB, 4° 10' 5" OL  | 10854  | Meer afbeeldingen |
| Dwarshuisje | Woonhuis                  | eerste helft 19e eeuw                                                           |                 | Slagveld 31                       | 51° 54' 15" NB, 4° 10' 5" OL  | 10855  | Meer afbeeldingen |
| Statig patriciershuis | Woonhuis                  | ca. 1800                                                                        |                 | Slagveld 42                       | 51° 54' 21" NB, 4° 10' 6" OL  | 10856  | Meer afbeeldingen |
| Huis met tuitgevel met stoep | Woonhuis                  | midden 19e eeuw                                                                 |                 | Slagveld 47                       | 51° 54' 22" NB, 4° 10' 7" OL  | 10857  | Meer afbeeldingen |
| Gepleisterde lijstgevel voor huis van parterre en zolderverdieping | Woonhuis                  | eerste helft 19e eeuw                                                           |                 | Slagveld 51                       | 51° 54' 23" NB, 4° 10' 7" OL  | 10858  | Meer afbeeldingen |
| Huis met grote trapgevel met natuurstenen banden, geblokte en geprofileerde natuurstenen waterlijst en dekplaten op de trappen                                                                                      | Woonhuis                  | 18e eeuw (deur en latei) eerste helft 19e eeuw (roedenstijl)                    |                 | Slagveld 52                       | 51° 54' 23" NB, 4° 10' 7" OL  | 10859  | Meer afbeeldingen |
| Huis met trapgevel, gepleisterd | Woonhuis                  |                                                                                 |                 | Slagveld 53                       | 51° 54' 23" NB, 4° 10' 7" OL  | 10860  | Meer afbeeldingen |
| Ingezwenkte lijstgevel | Woonhuis                  | eerste helft 19e eeuw                                                           |                 | Slagveld 54                       | 51° 54' 23" NB, 4° 10' 7" OL  | 10861  | Meer afbeeldingen |
| Pakhuis met schilddak en gepleisterde lijstgevel | Opslag                    | 17e eeuw                                                                        |                 | Turfkade 2                        | 51° 54' 7" NB, 4° 9' 58" OL   | 10862  | Meer afbeeldingen |
| Woonhuis van parterre en verdieping | Woonhuis                  | 17e eeuw                                                                        |                 | Turfkade 4                        | 51° 54' 6" NB, 4° 9' 57" OL   | 10863  | Meer afbeeldingen |
| Fraai pakhuis opgetrokken van rode baksteen | Opslag                    | eerste helft 17e eeuw                                                           |                 | Turfkade 6                        | 51° 54' 6" NB, 4° 9' 57" OL   | 10864  | Meer afbeeldingen |
| Huis met gepleisterde puntgevel met in het zoldervenster roedenverdeling stijl | Werk-woonhuis             | mogelijk 18e eeuw                                                               |                 | Turfkade 9                        | 51° 54' 6" NB, 4° 9' 57" OL   | 10865  | Huis met gepleisterde puntgevel met in het zoldervenster roedenverdeling stijl                                                              |
| Huis met oorspronkelijke trap- of puntgevel waarvan de geprofileerde zij-afdekstukken bewaard zijn, in | Woonhuis                  | 18e eeuw                                                                        |                 | Turfkade 10                       | 51° 54' 6" NB, 4° 9' 56" OL   | 10866  | Huis met oorspronkelijke trap- of puntgevel waarvan de geprofileerde zij-afdekstukken bewaard zijn, in                                      |
| Huis met tot puntgevel met rollaag gewijzigde trapgevel met geprofileerde zij-afdekstukken | Woonhuis                  | 17e of eerste helft 18e eeuw                                                    |                 | Turfkade 11                       | 51° 54' 6" NB, 4° 9' 55" OL   | 10867  | Huis met tot puntgevel met rollaag gewijzigde trapgevel met geprofileerde zij-afdekstukken                                                  |
| Nauwe Slopje | Opslag                    | 17e of 18e eeuw                                                                 |                 | Turfkade 14                       | 51° 54' 5" NB, 4° 9' 55" OL   | 10868  | Nauwe Slopje |
| Pakhuis met puntgevel | Opslag                    | mogelijk 18e eeuw                                                               |                 | Turfkade 21                       | 51° 54' 4" NB, 4° 9' 53" OL   | 10869  | Pakhuis met puntgevel |
| Pakhuis met puntgevel | Opslag                    | mogelijk 18e eeuw                                                               |                 | Turfkade 22                       | 51° 54' 4" NB, 4° 9' 53" OL   | 10870  | Pakhuis met puntgevel |
| Pakhuis met afgeknotte puntgevel | Opslag                    | mogelijk 18e eeuw                                                               |                 | Turfkade 23                       | 51° 54' 3" NB, 4° 9' 53" OL   | 10871  | Pakhuis met afgeknotte puntgevel |
| Pakhuis met gepleisterde gevel, waarin drie tweelichtskozijnen met luiken | Opslag                    | 17e eeuw                                                                        |                 | Turfkade 24                       | 51° 54' 3" NB, 4° 9' 53" OL   | 10872  | Pakhuis met gepleisterde gevel, waarin drie tweelichtskozijnen met luiken                                                                   |
| Gepleisterde lijstgevel voor twee huizen met schilddaken | Woonhuis                  | eerste helft 19e eeuw                                                           |                 | Turfkade 25                       | 51° 54' 3" NB, 4° 9' 53" OL   | 10873  | Meer afbeeldingen |
| Monumentaal woonhuis | Woonhuis                  | eerste helft 19e eeuw                                                           |                 | Turfkade 35                       | 51° 54' 1" NB, 4° 9' 50" OL   | 10874  | Meer afbeeldingen |
| Waag (thans Trompmuseum) | Handel en kantoor         |                                                                                 |                 | Venkelstraat bij 7                | 51° 54' 8" NB, 4° 9' 51" OL   | 10875  | Meer afbeeldingen |
| Pand met gepleisterde lijstgevels en Mansardekap | Woonhuis                  | mogelijk 17e eeuw                                                               |                 | Venkelstraat 2                    | 51° 54' 9" NB, 4° 9' 50" OL   | 10876  | Meer afbeeldingen |
| Voormalige Latijnse school, thans kleuterschool | Onderwijs en wetenschap   | 1593                                                                            |                 | Venkelstraat 4                    | 51° 54' 8" NB, 4° 9' 50" OL   | 10877  | Meer afbeeldingen |
| Pand met natuurstenen banden in de gevel en hoog zadeldak tussen puntgevels met vlechtingen | Onderwijs en wetenschap   | laatste kwart 16e eeuw                                                          |                 | Venkelstraat 6                    | 51° 54' 8" NB, 4° 9' 50" OL   | 10878  | Meer afbeeldingen |
| Woonhuis met gepleisterde lijstgevel | Woonhuis                  | ca. 1800                                                                        |                 | Venkelstraat 8                    | 51° 54' 7" NB, 4° 9' 49" OL   | 10879  | Meer afbeeldingen |
| Woonhuis met lijstgevel | Woonhuis                  | ca. 1800                                                                        |                 | Venkelstraat 10                   | 51° 54' 7" NB, 4° 9' 49" OL   | 10880  | Meer afbeeldingen |
| Huis met oorspronkelijke trapgevel, verbouwd tot tuitgevel | Woonhuis                  | eerste helft 17e eeuw                                                           |                 | Vischstraat 1                     | 51° 54' 8" NB, 4° 9' 56" OL   | 10881  | Meer afbeeldingen |
| Huis met lijstgevel met empire-ramen in de verdieping | Woonhuis                  | midden 19e eeuw                                                                 |                 | Vischstraat 3                     | 51° 54' 8" NB, 4° 9' 56" OL   | 10882  | Meer afbeeldingen |
| Huis met gepleisterde tuitgevel | Woonhuis                  | eerste helft 19e eeuw                                                           |                 | Vischstraat 7                     | 51° 54' 8" NB, 4° 9' 56" OL   | 10883  | Meer afbeeldingen |
| Hoekpand Rozemarijnstraat | Woonhuis                  | 18e eeuw                                                                        |                 | Vischstraat 15                    | 51° 54' 8" NB, 4° 9' 58" OL   | 10884  | Meer afbeeldingen |
| Huis met lijstgevel, verdieping en schilddak | Woonhuis                  | ca. 1800                                                                        |                 | Vischstraat 21                    | 51° 54' 7" NB, 4° 9' 59" OL   | 10885  | Meer afbeeldingen |
| Hoekpand Lijnbaan | Woonhuis                  | 18e eeuw                                                                        |                 | Vischstraat 25                    | 51° 54' 7" NB, 4° 9' 59" OL   | 10886  | Meer afbeeldingen |
| Huis met gepleisterde lijstgevel | Woonhuis                  | eerste helft 19e eeuw                                                           |                 | Vischstraat 10                    | 51° 54' 7" NB, 4° 9' 57" OL   | 10887  | Huis met gepleisterde lijstgevel |
| Huis met gesausde trapgevel tegenover de rozemarijnstraat | Woonhuis                  | 17e eeuw (huis) tweede helft 19e eeuw (pui)                                     |                 | Vischstraat 12                    | 51° 54' 7" NB, 4° 9' 57" OL   | 10888  | Meer afbeeldingen |
| Twee huizen achter gepleisterde lijstgevels | Woonhuis                  | eerste helft 19e eeuw                                                           |                 | Vischstraat 16                    | 51° 54' 7" NB, 4° 9' 57" OL   | 10889  | Twee huizen achter gepleisterde lijstgevels                                                                                                 |
| Huis met hoog zadeldak achter gepleisterde lijstgevel | Woonhuis                  | mogelijk 15e eeuw                                                               |                 | Vischstraat 18                    | 51° 54' 7" NB, 4° 9' 58" OL   | 10890  | Huis met hoog zadeldak achter gepleisterde lijstgevel                                                                                       |
| Monumentaal pand met hoog zadeldak tussen puntgevels | Woonhuis                  | 17e/18e eeuw                                                                    |                 | Vischstraat 18                    | 51° 54' 7" NB, 4° 9' 58" OL   | 10891  | Meer afbeeldingen |
| Woonhuis van parterre en verdieping met schilddak, waarin dakvenster met vleugelstukken | Woonhuis                  | mogelijk 18e eeuw                                                               |                 | Voorstraat 5                      | 51° 54' 9" NB, 4° 9' 53" OL   | 10892  | Meer afbeeldingen |
| Gepleisterde lijstgevel | Woonhuis                  | eerste helft 19e eeuw                                                           |                 | Voorstraat 7                      | 51° 54' 9" NB, 4° 9' 53" OL   | 10893  | Meer afbeeldingen |
| Pand met brede, gepleisterde lijstgevel met dwars schilddak | Woonhuis                  |                                                                                 |                 | Voorstraat 21                     | 51° 54' 10" NB, 4° 9' 53" OL  | 10894  | Meer afbeeldingen |
| Gepleisterde lijstgevel voor huis van parterre en verdieping met schilddak | Woonhuis                  | 18e eeuw                                                                        |                 | Voorstraat 25                     | 51° 54' 10" NB, 4° 9' 53" OL  | 10895  | Meer afbeeldingen |
| Pand met twee trapgevels | Woonhuis                  | 15e/16e eeuw                                                                    |                 | Voorstraat 27                     | 51° 54' 10" NB, 4° 9' 53" OL  | 10896  | Meer afbeeldingen |
| Huis met gepleisterde trapgevel met segmentvormig topfronton en geprofileerde waterlijst | Woonhuis                  | tweede helft 17e eeuw en 18e eeuw                                               |                 | Voorstraat 29                     | 51° 54' 11" NB, 4° 9' 54" OL  | 10897  | Meer afbeeldingen |
| Fraai patriciershuis van parterre en twee verdiepingen, vijf vensterassen breed | Woonhuis                  | derde kwart 18e eeuw                                                            |                 | Voorstraat 31                     | 51° 54' 11" NB, 4° 9' 54" OL  | 10898  | Meer afbeeldingen |
| Gepleisterde lijstgevel | Woonhuis                  | eerste helft 19e eeuw                                                           |                 | Voorstraat 35                     | 51° 54' 12" NB, 4° 9' 54" OL  | 10899  | Meer afbeeldingen |
| Huis met gepleisterde lijstgevel | Woonhuis                  | eerste helft 19e eeuw                                                           |                 | Voorstraat 37                     | 51° 54' 12" NB, 4° 9' 54" OL  | 10900  | Meer afbeeldingen |
| Lijstgevel | Woonhuis                  | eerste helft 19e eeuw                                                           |                 | Voorstraat 39                     | 51° 54' 12" NB, 4° 9' 54" OL  | 10901  | Meer afbeeldingen |
| Woonhuis met twee trapgevels | Woonhuis                  | eerste helft 17e eeuw                                                           |                 | Voorstraat 43                     | 51° 54' 12" NB, 4° 9' 54" OL  | 10902  | Meer afbeeldingen |
| Voormalig woonhuis Maarten Harpertszoon Tromp (Originele sierplafonds uit 1600) | Woonhuis                  | 1585                                                                            |                 | Voorstraat 45                     | 51° 54' 13" NB, 4° 9' 54" OL  | 10903  | Meer afbeeldingen |
| Lijstgevel | Woonhuis                  | eerste helft 19e eeuw                                                           |                 | Voorstraat 47                     | 51° 54' 13" NB, 4° 9' 55" OL  | 10904  | Meer afbeeldingen |
| Gepleisterde lijstgevel | Woonhuis                  | eerste helft 19e eeuw                                                           |                 | Voorstraat 51                     | 51° 54' 13" NB, 4° 9' 55" OL  | 10905  | Meer afbeeldingen |
| Gepleisterde lijstgevel voor huis van parterre en verdieping met schilddak | Woonhuis                  | tweede helft 18e eeuw                                                           |                 | Voorstraat 55                     | 51° 54' 14" NB, 4° 9' 55" OL  | 10906  | Meer afbeeldingen |
| Gepleisterde lijstgevel voor huis van parterre en verdieping met schilddak | Woonhuis                  | tweede helft 18e eeuw                                                           |                 | Voorstraat 57                     | 51° 54' 14" NB, 4° 9' 55" OL  | 10907  | Meer afbeeldingen |
| Gepleisterde lijstgevel | Woonhuis                  | eerste helft 19e eeuw                                                           |                 | Voorstraat 59                     | 51° 54' 14" NB, 4° 9' 55" OL  | 10909  | Meer afbeeldingen |
| Patriciershuis | Woonhuis                  | laatst helft 18e eeuw                                                           |                 | Voorstraat 61                     | 51° 54' 15" NB, 4° 9' 56" OL  | 10911  | Meer afbeeldingen |
| Tuitgevel | Woonhuis                  | eerste helft 19e eeuw                                                           |                 | Voorstraat 63                     | 51° 54' 15" NB, 4° 9' 55" OL  | 10912  | Meer afbeeldingen |
| Eenvoudige, gepleisterde lijstgevel voor huis van parterre en verdieping met schilddak | Woonhuis                  | eerste helft 19e eeuw                                                           |                 | Voorstraat 65                     | 51° 54' 15" NB, 4° 9' 55" OL  | 10913  | Meer afbeeldingen |
| Breed patriciershuis van parterre en verdieping ter breedte van vijf vensterassen | Woonhuis                  | laatste kwart 18e eeuw                                                          |                 | Voorstraat 67                     | 51° 54' 15" NB, 4° 9' 55" OL  | 10914  | Meer afbeeldingen |
| Brede lijstgevel voor huis van alleen begane grond onder zadeldak | Woonhuis                  | eerste helft 19e eeuw                                                           |                 | Voorstraat 69                     | 51° 54' 16" NB, 4° 9' 56" OL  | 10915  | Meer afbeeldingen |
| Gepleisterde lijstgevel voor woonhuis van parterre en verdieping onder schilddak | Woonhuis                  | laatste kwart 18e eeuw                                                          |                 | Voorstraat 75                     | 51° 54' 16" NB, 4° 9' 56" OL  | 10916  | Meer afbeeldingen |
| Huis met puntgevel, gepleisterd, met rollaag | Woonhuis                  | eerst helft 19e eeuw                                                            |                 | Voorstraat 79                     | 51° 54' 17" NB, 4° 9' 56" OL  | 10917  | Meer afbeeldingen |
| Gepleisterde lijstgevel voor huis van alleen parterre | Woonhuis                  | ca. 1800                                                                        |                 | Voorstraat 81                     | 51° 54' 17" NB, 4° 9' 56" OL  | 10918  | Meer afbeeldingen |
| Brede, gepleisterde lijstgevel | Woonhuis                  | eerste helft 19e eeuw                                                           |                 | Voorstraat 85                     | 51° 54' 17" NB, 4° 9' 56" OL  | 10919  | Meer afbeeldingen |
| Huis met gepleisterd lijstgeveltje | Woonhuis                  | eerste helft 19e eeuw                                                           |                 | Voorstraat 95                     | 51° 54' 18" NB, 4° 9' 56" OL  | 10920  | Meer afbeeldingen |
| Smalle lijstgevel voor huis van parterre en verdieping met zadeldak | Woonhuis                  | eerste helft 19e eeuw                                                           |                 | Voorstraat 97                     | 51° 54' 18" NB, 4° 9' 56" OL  | 10921  | Meer afbeeldingen |
| Huis met gepleisterde lijstgevel met in de verdieping schuiframen | Woonhuis                  | 18e eeuw                                                                        |                 | Voorstraat 99                     | 51° 54' 18" NB, 4° 9' 56" OL  | 10922  | Meer afbeeldingen |
| Gepleisterde lijstgevel | Woonhuis                  | ca. 1800                                                                        |                 | Voorstraat 101                    | 51° 54' 18" NB, 4° 9' 56" OL  | 10923  | Meer afbeeldingen |
| Huis met gepleisterd puntgeveltje ca | Woonhuis                  | ca. 1800                                                                        |                 | Voorstraat 103                    | 51° 54' 18" NB, 4° 9' 56" OL  | 10924  | Meer afbeeldingen |
| Woonhuis met gepleisterde lijstgevel onder Mansardekap | Woonhuis                  | eerste helft 19e eeuw                                                           |                 | Voorstraat 113                    | 51° 54' 19" NB, 4° 9' 57" OL  | 10925  | Meer afbeeldingen |
| Twee gepleisterde puntgevels met sierankers | Woonhuis                  |                                                                                 |                 | Voorstraat 115                    | 51° 54' 19" NB, 4° 9' 57" OL  | 10926  | Meer afbeeldingen |
| Huis met puntgevel xviii met rollaag en sierankers | Woonhuis                  | 18e eeuw                                                                        |                 | Voorstraat 117                    | 51° 54' 19" NB, 4° 9' 56" OL  | 10927  | Meer afbeeldingen |
| Huis met gepleisterde puntgevel ca | Woonhuis                  | ca. 1800                                                                        |                 | Voorstraat 119                    | 51° 54' 20" NB, 4° 9' 57" OL  | 10928  | Meer afbeeldingen |
| Huis met geverfde puntgevel ca | Woonhuis                  | ca. 1800                                                                        |                 | Voorstraat 121                    | 51° 54' 20" NB, 4° 9' 57" OL  | 10929  | Meer afbeeldingen |
| Gepleisterde puntgevel met rollaag | Woonhuis                  | eerste helft 19e eeuw                                                           |                 | Voorstraat 123                    | 51° 54' 20" NB, 4° 9' 57" OL  | 10930  | Meer afbeeldingen |
| Lijstgevel voor huis van parterre en verdieping met schilddak, bovendeel nieuw beklampt | Woonhuis                  | midden 19e eeuw                                                                 |                 | Voorstraat 129                    | 51° 54' 20" NB, 4° 9' 57" OL  | 10931  | Meer afbeeldingen |
| Gepleisterde gevel onder kroonlijst | Woonhuis                  | mogelijk 17e eeuw                                                               |                 | Voorstraat 131                    | 51° 54' 20" NB, 4° 9' 57" OL  | 10932  | Meer afbeeldingen |
| Gepleisterde lijstgevel midden | Woonhuis                  | midden 19e eeuw                                                                 |                 | Voorstraat 133                    | 51° 54' 20" NB, 4° 9' 57" OL  | 10933  | Meer afbeeldingen |
| Huis met gepleisterde puntgevel opgesierd met stuc | Woonhuis                  | 19e eeuw                                                                        |                 | Voorstraat 135                    | 51° 54' 21" NB, 4° 9' 57" OL  | 10934  | Meer afbeeldingen |
| Huis met tuitgevel | Woonhuis                  | eerste helft 19e eeuw                                                           |                 | Voorstraat 137                    | 51° 54' 21" NB, 4° 9' 57" OL  | 10935  | Meer afbeeldingen |
| Eenvoudige lijstgevel, gepleisterd, voor huis van parterre en zolderverdieping | Woonhuis                  | 18e eeuw                                                                        |                 | Voorstraat 139                    | 51° 54' 21" NB, 4° 9' 57" OL  | 10936  | Meer afbeeldingen |
| Huis met puntgevel met vlechtingen en sierankers en geprofileerde zijafdekstukken | Woonhuis                  | mogelijk 17e eeuw                                                               |                 | Voorstraat 141                    | 51° 54' 21" NB, 4° 9' 57" OL  | 10937  | Meer afbeeldingen |
| Huis met tuitgevel met bekronend driehoekig fronton | Woonhuis                  | midden 19e eeuw                                                                 |                 | Voorstraat 143                    | 51° 54' 21" NB, 4° 9' 57" OL  | 10938  | Meer afbeeldingen |
| Gepleisterde lijstgevel voor huis van parterre en verdieping met zadeldak | Woonhuis                  |                                                                                 |                 | Voorstraat 157                    | 51° 54' 22" NB, 4° 9' 56" OL  | 10939  | Meer afbeeldingen |
| Kop van 't Maarland | Woonhuis                  | 17e eeuw (woonhuis) eerste helft 19e eeuw (lijsten)                             |                 | Voorstraat 159                    | 51° 54' 22" NB, 4° 9' 57" OL  | 10940  | Meer afbeeldingen |
| Hoekpand met lijstgevels en hoog schilddak, achter tegen puntgevel | Woonhuis                  | laatste kwart 18e eeuw                                                          |                 | Voorstraat 4                      | 51° 54' 8" NB, 4° 9' 54" OL   | 10941  | Hoekpand met lijstgevels en hoog schilddak, achter tegen puntgevel                                                                          |
| De Zalm | Woonhuis                  | late middeleeuwen (huis) 18e eeuw (gevel)                                       |                 | Voorstraat 4                      | 51° 54' 8" NB, 4° 9' 54" OL   | 10942  | Meer afbeeldingen |
| Huis met gepleisterde lijstgevel | Woonhuis                  | eerste helft 19e eeuw                                                           |                 | Voorstraat 10                     | 51° 54' 9" NB, 4° 9' 55" OL   | 10943  | Meer afbeeldingen |
| Lijstgevel | Woonhuis                  | ca. 1800                                                                        |                 | Voorstraat 14                     | 51° 54' 9" NB, 4° 9' 55" OL   | 10944  | Meer afbeeldingen |
| 't Voorhuys | Woonhuis                  | 17e eeuw                                                                        |                 | Voorstraat 18                     | 51° 54' 10" NB, 4° 9' 55" OL  | 10945  | 't Voorhuys |
| Huis met statige lijstgevel tegen de pui modern beklampt met in de verdieping empire-schuiframen en in de mezzanino draairamen                                                                                      | Woonhuis                  | 18e eeuw                                                                        |                 | Voorstraat 26                     | 51° 54' 10" NB, 4° 9' 55" OL  | 10946  | Meer afbeeldingen |
| Eenvoudige, gepleisterde lijstgevel | Woonhuis                  | derde kwart 19e eeuw                                                            |                 | Voorstraat 28                     | 51° 54' 11" NB, 4° 9' 55" OL  | 10947  | Eenvoudige, gepleisterde lijstgevel |
| Gepleisterde lijstgevel voor huis van parterre en verdieping onder schilddak | Woonhuis                  | 18e eeuw                                                                        |                 | Voorstraat 30                     | 51° 54' 11" NB, 4° 9' 55" OL  | 10948  | Gepleisterde lijstgevel voor huis van parterre en verdieping onder schilddak                                                                |
| Gepleisterde lijstgevel | Woonhuis                  | eerste helft 19e eeuw                                                           |                 | Voorstraat 34                     | 51° 54' 11" NB, 4° 9' 55" OL  | 10949  | Gepleisterde lijstgevel |
| Hoekpand met gepleisterd tuitgeveltje en driehoekig fronton | Woonhuis                  | eerste helft 19e eeuw                                                           |                 | Voorstraat 40                     | 51° 54' 12" NB, 4° 9' 55" OL  | 10950  | Hoekpand met gepleisterd tuitgeveltje en driehoekig fronton                                                                                 |
| Lijstgeveltje van gele ijsselsteen met rode strekken boven de vensters | Woonhuis                  | 18e eeuw                                                                        |                 | Voorstraat 50                     | 51° 54' 12" NB, 4° 9' 56" OL  | 10951  | Lijstgeveltje van gele ijsselsteen met rode strekken boven de vensters                                                                      |
| Brede tuitgevel voor huis van alleen begane grond met zolderverdieping | Woonhuis                  | eerste helft 19e eeuw                                                           |                 | Voorstraat 58                     | 51° 54' 13" NB, 4° 9' 56" OL  | 10952  | Brede tuitgevel voor huis van alleen begane grond met zolderverdieping                                                                      |
| Eenvoudige gepleisterde lijstgevel | Woonhuis                  | eerste helft 19e eeuw                                                           |                 | Voorstraat 64                     | 51° 54' 13" NB, 4° 9' 56" OL  | 10953  | Eenvoudige gepleisterde lijstgevel |
| Huis met gecementeerd, ingezwenkt lijstgeveltje | Woonhuis                  | eerste helft 19e eeuw                                                           |                 | Voorstraat 72                     | 51° 54' 14" NB, 4° 9' 56" OL  | 10954  | Meer afbeeldingen |
| Brede, gepleisterde lijstgevel | Woonhuis                  | eerste helft 19e eeuw                                                           |                 | Voorstraat 76                     | 51° 54' 14" NB, 4° 9' 56" OL  | 10955  | Brede, gepleisterde lijstgevel |
| Huis met lijstgeveltje | Woonhuis                  | eerste helft 19e eeuw                                                           |                 | Voorstraat 78                     | 51° 54' 14" NB, 4° 9' 57" OL  | 10956  | Huis met lijstgeveltje |
| Statige lijstgevel met vijf assen breed voorhuis van parterre, verdieping en mezzanino | Woonhuis                  | tweede helft 18e eeuw                                                           |                 | Voorstraat 80                     | 51° 54' 14" NB, 4° 9' 57" OL  | 10957  | Meer afbeeldingen |
| Gepleisterde lijstgevel | Woonhuis                  | eerste helft 19e eeuw                                                           |                 | Voorstraat 82                     | 51° 54' 15" NB, 4° 9' 57" OL  | 10958  | Meer afbeeldingen |
| Huis met gepleisterde lijstgevel | Woonhuis                  | eerste helft 19e eeuw                                                           |                 | Voorstraat 84                     | 51° 54' 15" NB, 4° 9' 57" OL  | 10959  | Meer afbeeldingen |
| St. Jacobs of Kleine Kerk | Kerk en kerkonderdeel     | 15e eeuw                                                                        |                 | Voorstraat 86                     | 51° 54' 15" NB, 4° 9' 57" OL  | 10960  | Meer afbeeldingen |
| Lijstgevel voor huis van parterre en verdieping onder zadeldak | Woonhuis                  | 18e eeuw                                                                        |                 | Voorstraat 88                     | 51° 54' 15" NB, 4° 9' 57" OL  | 10961  | Lijstgevel voor huis van parterre en verdieping onder zadeldak                                                                              |
| 't Swaentie | Woonhuis                  | 16e of 17e eeuw                                                                 |                 | Voorstraat 92                     | 51° 54' 16" NB, 4° 9' 57" OL  | 10962  | Meer afbeeldingen |
| Lijstgevel, geklampt | Woonhuis                  | derde kwart 19e eeuw                                                            |                 | Voorstraat 94                     | 51° 54' 16" NB, 4° 9' 58" OL  | 10963  | Meer afbeeldingen |
| Huis met lijstgevel, beklampt | Woonhuis                  | derde kwart 19e eeuw                                                            |                 | Voorstraat 96                     | 51° 54' 17" NB, 4° 9' 57" OL  | 10964  | Meer afbeeldingen |
| Gepleisterde lijstgevel voor huis van parterre en verdieping | Woonhuis                  | 18e eeuw                                                                        |                 | Voorstraat 98                     | 51° 54' 17" NB, 4° 9' 58" OL  | 10965  | Meer afbeeldingen |
| Huis met gesausde lijstgevel met onder de lijst consoles | Woonhuis                  | mogelijk 17e eeuw                                                               |                 | Voorstraat 100                    | 51° 54' 17" NB, 4° 9' 58" OL  | 10966  | Meer afbeeldingen |
| Huis met gepleisterde tuitgevel | Woonhuis                  | 18e of eerste helft 19e eeuw                                                    |                 | Voorstraat 106                    | 51° 54' 17" NB, 4° 9' 58" OL  | 10967  | Huis met gepleisterde tuitgevel |
| Huis met wit gesausd lijstgeveltje ca | Woonhuis                  | ca. 1800                                                                        |                 | Voorstraat 120                    | 51° 54' 18" NB, 4° 9' 58" OL  | 10968  | Meer afbeeldingen |
| Huis met tot puntgevel met rollagen gewijzigde trapgevel met geprofileerde zij-afdekplaten | Woonhuis                  | ca. 1700                                                                        |                 | Voorstraat 122                    | 51° 54' 18" NB, 4° 9' 58" OL  | 10969  | Meer afbeeldingen |
| De Samaritaan | Woonhuis                  | 1845                                                                            |                 | Voorstraat 126                    | 51° 54' 18" NB, 4° 9' 58" OL  | 10970  | Meer afbeeldingen |
| Gepleisterde lijstgevel | Woonhuis                  | eerste helft 19e eeuw                                                           |                 | Voorstraat 128                    | 51° 54' 19" NB, 4° 9' 58" OL  | 10971  | Meer afbeeldingen |
| Huis met gecementeerd puntgeveltje | Woonhuis                  | eerste helft 19e eeuw                                                           |                 | Voorstraat 140                    | 51° 54' 20" NB, 4° 9' 58" OL  | 10972  | Huis met gecementeerd puntgeveltje |
| Huis met gepleisterde lijstgevel | Woonhuis                  | tweede helft 19e eeuw                                                           |                 | Voorstraat 142                    | 51° 54' 20" NB, 4° 9' 58" OL  | 10973  | Huis met gepleisterde lijstgevel |
| Huis met lijstgevel met gesneden consoles en in de verdieping late empire-ramen | Woonhuis                  | tweede helft 19e eeuw                                                           |                 | Voorstraat 146                    | 51° 54' 20" NB, 4° 9' 58" OL  | 10974  | Huis met lijstgevel met gesneden consoles en in de verdieping late empire-ramen                                                             |
| Klein pakhuis met gepleisterd lijstgeveltje en zoldervenster met oorspronkelijke roedenverdeling | Opslag                    | ca. 1800                                                                        |                 | Voorstraat 154                    | 51° 54' 21" NB, 4° 9' 58" OL  | 10975  | Klein pakhuis met gepleisterd lijstgeveltje en zoldervenster met oorspronkelijke roedenverdeling                                            |
| Huis met gepleisterde tuitgevel | Woonhuis                  | eerste helft 19e eeuw                                                           |                 | Voorstraat 162                    | 51° 54' 21" NB, 4° 9' 58" OL  | 10976  | Meer afbeeldingen |
| Huis met gepleisterde lijstgevel | Woonhuis                  | eerste helft 19e eeuw                                                           |                 | Voorstraat 164                    | 51° 54' 21" NB, 4° 9' 58" OL  | 10977  | Meer afbeeldingen |
| Huis met lijstgevel | Woonhuis                  | laatste kwart 19e eeuw                                                          |                 | Voorstraat 166                    | 51° 54' 21" NB, 4° 9' 58" OL  | 10978  | Meer afbeeldingen |
| Gepleisterde lijstgevel voor huis van parterre en verdieping onder schilddak waarin dakvenster met vleugelstukken                                                                                                   | Woonhuis                  | ca. 1800                                                                        |                 | Voorstraat 168                    | 51° 54' 22" NB, 4° 9' 58" OL  | 10979  | Meer afbeeldingen |
| Huis met gepleisterd tuitgeveltje | Woonhuis                  | eerste helft 19e eeuw                                                           |                 | Voorstraat 170                    | 51° 54' 22" NB, 4° 9' 58" OL  | 10980  | Meer afbeeldingen |
| Huis met gepleisterde puntgevel | Woonhuis                  | eerste helft 19e eeuw                                                           |                 | Voorstraat 172                    | 51° 54' 22" NB, 4° 9' 58" OL  | 10981  | Meer afbeeldingen |
| Huis bestaande uit twee puntgevels van verschillende hoogte, de linker met sierankers | Woonhuis                  | mogelijk 18e eeuw                                                               |                 | Voorstraat 174                    | 51° 54' 22" NB, 4° 9' 58" OL  | 10982  | Meer afbeeldingen |
| Huis met gepleisterde lijstgevel voor twee oudere huizen met schilddaken | Woonhuis                  | 19e eeuw                                                                        |                 | Voorstraat 176                    | 51° 54' 22" NB, 4° 9' 58" OL  | 10983  | Meer afbeeldingen |
| Hoekpand Maarland Z.Z. Tuitgevel | Woonhuis                  | ca. 1800                                                                        |                 | Voorstraat bij 178                | 51° 56' 13" NB, 4° 9' 56" OL  | 10984  | Meer afbeeldingen |
| Pand aansluitend bij het hoekpand venkelstraat | Woonhuis                  | 18e eeuw                                                                        |                 | Wellerondom 1                     | 51° 54' 9" NB, 4° 9' 50" OL   | 10985  | Meer afbeeldingen |
| Lijstgevel, gepleisterd voor woonhuis van alleen parterre met zolderverdieping | Woonhuis                  | 18e eeuw                                                                        |                 | Wellerondom 2                     | 51° 54' 9" NB, 4° 9' 49" OL   | 10986  | Meer afbeeldingen |
| Gepleisterde lijstgevels | Woonhuis                  | eerste helft 19e eeuw                                                           |                 | Wellerondom 3                     | 51° 54' 9" NB, 4° 9' 49" OL   | 10987  | Meer afbeeldingen |
| Pakhuisje met schilddak | Opslag                    | 18e eeuw                                                                        |                 | Wellerondom 4                     | 51° 54' 9" NB, 4° 9' 49" OL   | 10988  | Meer afbeeldingen |
| Hoekpand Catharijnekerkhof, waarin thans het Oudarchief van Brielle gevestigd is. Parterre en verdieping. Blauwe stoep. Ouder achterhuis                                                                            | Woonhuis                  | midden 19e eeuw                                                                 |                 | Wellerondom 5                     | 51° 54' 9" NB, 4° 9' 49" OL   | 10989  | Meer afbeeldingen |
| Dwarshuis onder mansardedak achter gevel | Woonhuis                  | 18e eeuw (pand) tweede kwart 19e eeuw (gevel)                                   |                 | Wellerondom 6                     | 51° 54' 9" NB, 4° 9' 49" OL   | 10990  | Meer afbeeldingen |
| Dwarshuis met zadeldak tussen puntgevels | Woonhuis                  | 17e eeuw (dwarshuis)                                                            |                 | Wellerondom 7                     | 51° 54' 9" NB, 4° 9' 49" OL   | 10991  | Meer afbeeldingen |
| Hoekpand met gerestaureerde trapgevel en onderpui | Woonhuis                  | ca. 1700 (trapgevel) ca. 1800 (onderpui)                                        |                 | Wellerondom 8                     | 51° 54' 10" NB, 4° 9' 49" OL  | 10992  | Meer afbeeldingen |
| Huis met gepleisterde tuitgevel met stoep | Woonhuis                  | 18e eeuw                                                                        |                 | Wellerondom 9                     | 51° 54' 10" NB, 4° 9' 50" OL  | 10993  | Huis met gepleisterde tuitgevel met stoep                                                                                                   |
| Hoekpand Kaatsbaan. Ingezwenkte lijstgevel | Woonhuis                  | eerste helft 19e eeuw                                                           |                 | Wellerondom 10                    | 51° 54' 10" NB, 4° 9' 50" OL  | 10994  | Meer afbeeldingen |
| Woonhuis met eenvoudige lijstgevel. Stoep met paal. Hoekpand Kaatsbaan | Woonhuis                  | derde kwart 19e eeuw                                                            |                 | Wellerondom 11                    | 51° 54' 9" NB, 4° 9' 51" OL   | 10995  | Woonhuis met eenvoudige lijstgevel. Stoep met paal. Hoekpand Kaatsbaan                                                                      |
| Woonhuis met gevel onder rechte lijst met consoles. Late Empire-schuif- en draairamen. Parterre en verdieping. Schilddak                                                                                            | Woonhuis                  | 17e eeuw                                                                        |                 | Wellerondom 12                    | 51° 54' 9" NB, 4° 9' 51" OL   | 10996  | Woonhuis met gevel onder rechte lijst met consoles. Late Empire-schuif- en draairamen. Parterre en verdieping. Schilddak                    |
| Woonhuis met ingezwenkte lijstgevel, parterre met zolderverdieping. Onderpui, geprofileerde puibalk, gevelsteen met stier. Stoep                                                                                    | Woonhuis                  | 18e eeuw (woonhuis) tweede helft 19e eeuw (onderpui)                            |                 | Wellerondom 13                    | 51° 54' 9" NB, 4° 9' 51" OL   | 10997  | Meer afbeeldingen |
| Woonhuis met eenvoudige lijstgevel en verknoeide pui. Fraaie gevelsteen: "Dit is in Amsterdam, 1585" met vier wapens                                                                                                | Woonhuis                  | tweede helft 19e eeuw (tweede helft 19e eeuw) 1585 (gevelsteen)                 |                 | Wellerondom 14                    | 51° 54' 9" NB, 4° 9' 51" OL   | 10998  | Meer afbeeldingen |
| Pomp op het Wellerondomplein | Straatmeubilair           | 1590                                                                            |                 | Wellerondomplein                  | 51° 54' 9" NB, 4° 9' 50" OL   | 10999  | Meer afbeeldingen |
| Schilderachtige pakhuizen van alleen begane grond met hoge schilddaken | Handel en kantoor         | 18e eeuw                                                                        |                 | Zuidspuistraat 4                  | 51° 54' 2" NB, 4° 9' 49" OL   | 11000  | Meer afbeeldingen |
| Vestingwerken | Gracht                    | eerste helft 18e eeuw                                                           |                 | Terrein                           | 51° 54' 20" NB, 4° 9' 36" OL  | 11001  | Meer afbeeldingen |
| Terrein, singels etc. Gracht Maarland | Gracht                    | eerste helft 18e eeuw                                                           |                 | Terrein                           | 51° 54' 23" NB, 4° 10' 23" OL | 11003  | Upload foto |
| Noordpoort: funderingen | Fort, vesting en -onderdl |                                                                                 |                 | Maarland Noordzijde (ten noorden) | 51° 54' 29" NB, 4° 9' 57" OL  | 11005  | Meer afbeeldingen |
| Omwalling, Langepoort en Kaaipoort | Omwalling                 |                                                                                 |                 | Omwalling Brielle                 | 51° 54' 9" NB, 4° 10' 12" OL  | 26968  | Meer afbeeldingen |
| Pakhuis met afgewolfd zadeldak tussen ingezwenkte gevel met lijsten | Militaire opslagplaats    | 1762 (sluitsteen)                                                               |                 | Slagveld 31by29                   | 51° 54' 15" NB, 4° 10' 5" OL  | 26977  | Meer afbeeldingen |
| Asyl voor Oude en Gebrekkige Zeelieden | Sociale zorg, liefdadigh. | 1872                                                                            | C. Outshoorn    | Asylplein 20A                     | 51° 54' 16" NB, 4° 9' 50" OL  | 360051 | Meer afbeeldingen |
| H.H. Martelaren van Gorcum: bedevaartskerk | Kerk en kerkonderdeel     | 1929-1931                                                                       | H.P.J. de Vries | De Rik 5                          | 51° 53' 43" NB, 4° 9' 16" OL  | 518183 | Meer afbeeldingen |
| H.H. Martelaren van Gorcum: omgang | Kerk en kerkonderdeel     | 1912                                                                            |                 | De Rik bij 5                      | 51° 53' 43" NB, 4° 9' 16" OL  | 518184 | Meer afbeeldingen |
| H.H. Martelaren van Gorcum: Heilige Put (vijver) | Tuin, park en plantsoen   | 1867-1921                                                                       |                 | De Rik bij 5                      | 51° 53' 43" NB, 4° 9' 16" OL  | 518185 | Meer afbeeldingen |
| H.H. Martelaren van Gorcum: ciborium met buitenaltaar behorende tot het complex bedevaartsoord | Kapel                     | 1921                                                                            |                 | De Rik bij 5                      | 51° 53' 43" NB, 4° 9' 16" OL  | 518186 | Meer afbeeldingen |
| H.H. Martelaren van Gorcum: toegangsbrug met poort | Erfscheiding              | 1931                                                                            |                 | De Rik bij 5                      | 51° 53' 43" NB, 4° 9' 16" OL  | 518187 | Meer afbeeldingen |
| Watertoren | Nutsbedrijf               | 1923-1924                                                                       | A.D. Heederik   | G J van den Boogerdweg 1          | 51° 53' 53" NB, 4° 9' 36" OL  | 518188 | Meer afbeeldingen |
| Kippenbrug | Brug                      | 1909                                                                            |                 | Maarland Noordzijde tegenover 58  | 51° 54' 22" NB, 4° 9' 50" OL  | 518189 | Meer afbeeldingen |
| Sloepenloods | Militaire opslagplaats    | 1886                                                                            |                 | Maarland Noordzijde 104           | 51° 54' 19" NB, 4° 9' 40" OL  | 518190 | Meer afbeeldingen |
| Vrijstaande houten loods voor de opslag van kolen | Opslag                    | 1893                                                                            |                 | Langesingel 2                     | 51° 54' 33" NB, 4° 9' 54" OL  | 518191 | Vrijstaande houten loods voor de opslag van kolen                                                                                           |
| Vestingwerken | Omwalling                 | eerste helft 18e eeuw                                                           |                 | Omwalling vestingwerken Brielle   | 51° 54' 2" NB, 4° 9' 34" OL   | 8116   | Vestingwerken |